# Kołyska (góra)
Kołyska (Kołyski Groń, 1015 lub 1018 m n.p.m.) – góra w Beskidzie Żywiecko-Kisuckim, w Grupie Wielkiej Raczy, odchodząca od grzbietu granicznego.

## Opis szczytu
Grzbiet Kołyski, odchodzący od Bugaja, oddziela potoki: Śrubita (na zachodzie) i Z Ciapkowa. Na szczyt Kołyski nie prowadzi żaden znakowany szlak turystyczny.
Kołyska znajduje się w granicach miejscowości Rycerka Górna w województwie śląskim, w powiecie żywieckim, w gminie Rajcza. W regionalizacji fizycznogeograficznej Polski według Jerzego Kondrackiego Grupa Wielkiej Raczy zaliczana jest do Beskidu Żywieckiego, w nowszej polskiej regionalizacji z 2018 roku do Beskidu Żywiecko-Kisuckiego, na Słowacji do Beskidu Kisuckiego.
Stoki Kołyski porasta żyzna jedlina, w buczynach rzadko występuje żywiec dziewięciolistny. Na stoku stwierdzono występowanie dzięcioła trójpalczastego, a na szczycie odnotowano nocka dużego, jest to jedno z trzech stanowisk Beskidu Żywieckiego, gdzie jego bytowanie zostało zaobserwowane. Około 2000 roku w masywie Kołyski i Bugaja stwierdzono rozród wilków.

## Nazwa
Według Aleksego Siemionowa nazwa Kołyska pochodzi od dawnej nazwy szczytu Bugaj, który kilkakrotnie przez Andrzeja Komonieckiego (1658–1728), autora „Chronografii albo Dziejopisu Żywieckiego” nazywany był Kołyskim Beskidem. Taką nazwę wymieniali także Bogumił Krygowski i Władysław Midowicz, nazwa ta znana była także miejscowej ludności. Nazwa ta (również w wersji Koliski Beskid) dotyczyła także całego północnego grzbietu. Według A. Siemionowa pochodzi ona od położonego około 3 km na południe na terenie Słowacji małego przysiółka i leśniczówki Koliska. Widocznie dawniej cały ten rejon, zarówno po słowackiej, jak i polskiej stronie tak się nazywał.